# 僕らのワンダフルデイズ
『僕らのワンダフルデイズ』（ぼくらのワンダフルデイズ）は、2009年の日本映画。

## ストーリー
食品会社に勤める平凡なサラリーマン・藤岡徹は、入院先の病院で偶然「末期の胆嚢癌でもって余命半年」という主治医の話を聞いてしまう。突然のことに戸惑う藤岡。ある日、藤岡は息子の高校の学園祭へ出かけ、そこで学生がライブをする姿を見て、かつて高校時代に組んでいたバンド「シーラカンズ」に思いを馳せる。「最後にもう一度バンドをやろう」と思い立った藤岡はかつてのメンバーであった山本大樹、渡辺一郎、栗田薫に声をかける。
それぞれ50代となり、酒屋の栗田は母の介護、不動産屋の渡辺は赤字稼業、エリートコースの山本は激務と、バンド結成に前向きではなかったが、藤岡の病気を知りバンド結成をする。ドラムには新メンバー・日暮圭を加え、シーラカンズを再結成。オヤジバンドコンテスト出場を目指して奮闘する。

## キャスト
- シーラカンズ
  - 竹中直人：藤岡徹（ボーカル）
  - 宅麻伸：山本大樹（ギター）
  - 斉藤暁：渡辺一郎（キーボード）
  - 稲垣潤一：日暮圭（ドラム）
  - 段田安則：栗田薫（ベース）
- 浅田美代子：藤岡章子（藤岡の妻）
- 紺野美沙子：山本美里（山本の妻）
- 貫地谷しほり：藤岡和歌子（藤岡の娘）
- 塚本高史（友情出演）：居酒屋マスター
- 田口浩正（友情出演）：住職（藤岡らの同級生）
- 賀来千香子（友情出演）：日向真帆（日暮圭の元妻、女優）
- 宇崎竜童（友情出演）：公証人役場の人
- 柏原収史：湯川英生（山本の部下）
- 飯田基祐：丸田（藤岡の主治医）
- 大島蓉子：栗田の妻
- 重田千穂子：渡辺の妻
- 田中卓志（アンガールズ）：雄太
- 山根良顕（アンガールズ）：雄太の友人
- 佐々木すみ江：栗田恵美子（栗田の母）
- 春山幹介、竹中寿、上柳昌彦、二瓶鮫一、浜田学、立花彩野、吉田友一　ほか

## スタッフ
- 監督：星田良子
- オリジナルストーリー・脚本：西村沙月
- 脚本：福田卓郎
- プロデューサー：渡邊直子、竹内一成
- エクゼクティブ・プロデューサー：三宅澄二
- 製作者：木下泰彦、重村博文、井上泰一、辰巳隆一、林尚樹、倉田育尚、松田英紀、宮本幸一、御領博
- 撮影：葛西誉仁
- 美術：古谷良和
- 音楽アドバイザー：奥田民生
- シーラカンズ プロデュース・音楽：森英治
- 音楽：窪田ミナ
- サウンドデザイン：藤村義孝
- 照明：高山喜博
- 録音：甲斐匡
- 編集：平川正治
- 特殊メイク：メイクアップディメンションズ(江川悦子、荒川紀之)
- スタジオ：日活撮影所
- 現像：IMAGICA
- 協力：ブルボン、ヤマハ、サントリー、星野楽器、電通
- 特別協賛：トヨタ自動車、トヨペット店
- 製作プロダクション：共同テレビジョン
- 製作委員会メンバー：ミコット・エンド・バサラ、キングレコード、角川映画、毎日放送、中部日本放送、大広、RKB毎日放送、ニッポン放送、MUSIC ON! TV

## テーマソング
- 主題歌： 奥田民生「雲海」
- 劇中歌： シーラカンズ「僕らの旅」「ドキドキしよう」